# Diphyllocis opaculus
Diphyllocis opaculus es una especie de coleóptero de la familia Ciidae.

## Distribución geográfica
Habita en el este de Europa.